# Kung-Fu-Girl Juline
Kung-Fu-Girl Juline (jap. 格闘小娘ＪＵＬＩＮＥ, Kakutō Komusume Juline) ist eine Manga-Serie von Narumi Kakinouchi, die sie selbst schrieb und zeichnete. Sie lässt sich der Shōjo-Gattung zuordnen und handelt von einem 14-jährigen Mädchen namens Juline Kenga und dessen Bemühungen, die Kunst des Kung Fu zu meistern. Zu dieser Serie erschienen in Zusammenarbeit mit Toshiki Hirano eine Nebengeschichte unter dem Titel Fuun San Shimai Lin³ (風雲三姉妹LIN3) sowie deren Fortsetzung Shin – Fuun San Shimai Toku-Lin (新・風雲三姉妹[特] Lin).

## Inhalt
Die Heimatstadt Juline Kengas ist für ihre Kung-Fu-Dōjōs berühmt. Sie selbst ist Mitglied des „Kengakan“, in dem die Kostbarkeit „Kenga“, das Schwert, aufbewahrt wird. Ihre Freundin Suishō Seika ist Mitglied des „Suishōkan“, in dem „Suishō“, das Juwel, aufbewahrt wird. Hōkyō Byakuya, die dritte im Bunde, bewacht als Mitglied des „Hōkyōkan“ den Spiegel „Hōkyō“.
Während Julines Vater schon seit langem verreist ist und das Dōjō von ihrem Schwarm Ryokuha geführt wird, lässt sich am Fuße des „Berges des schlafenden Drachen“ ein neues Dōjō nieder und es geschehen seltsame Dinge. Dunkle Gestalten lauern den Bewohnern des Städtchens auf, um sie ins Kokuju-Dōjō zu locken. Da die Schüler der drei alteingesessenen Dōjōs von den Neuankömmlingen besiegt werden, wechseln viele zu Kokuju. Dessen Meister Kokuju ist es gelungen, die drei heiligen Kampfwerkzeuge in seine Gewalt zu bringen. Doch das Schwert verweigert Meister Kokuju den Dienst. Daher meldet sich Kokuju als Tamara Kokui an Julines Oberschule an, um sich ihr Vertrauen zu erschleichen und herauszufinden, wie er sich das Schwert gefügig machen kann.
Aber Juline und ihre Freundinnen sind misstrauisch und dringen zusammen mit Julines gutem Freund Kio, der in sie verliebt ist, nachts in das Kokuju-Dōjō ein. Sie erfahren, dass Kokuju mit den drei heiligen Kampfwerkzeugen die Weltherrschaft an sich reißen will. Als Kokuju die Freunde entdeckt, ergreifen sie Hals über Kopf die Flucht. Juline, Byakuya, Seika und Kio müssen einsehen, dass sie Kokujus unheimlichen Kräften nichts entgegenzusetzen haben und beschließen, in Zukunft noch härter zu trainieren. Während eines solchen Trainings werden sie von den vier Elitekämpfern des Kokuju-Dōjōs überrascht.

## Veröffentlichungen

### Manga
In Japan erschien die Geschichte zunächst in Einzelkapiteln im Magazin Gekkan Amie im Zeitraum vom 13. Oktober 1997 bis Ende 1999. Dessen Verlag Kodansha gab die Serie anschließend gesammelt in fünf Bänden heraus. Erstmals auf Deutsch wurde die Serie ab Juli 2001 beginnend mit der 4. Ausgabe im Magazin Manga Power bis zu dessen Einstellung 2004 veröffentlicht. Im selben Jahr von Februar bis Dezember erschien die Manga-Serie mit allen fünf Sammelbänden bei Egmont Manga & Anime, einer Abteilung des Egmont Verlages. Für die Übersetzung in die deutsche Sprache zeichnet Claudia Peter verantwortlich. Kung-Fu-Girl Juline erschien auch in den USA bei Tokyopop sowie auf Französisch bei Pika Édition.
Der Ableger Fuun San Shimai Lin³ (風雲三姉妹LIN3) wurde zunächst von 2000 bis 2001 im Gekkan Magazine Z verlegt, das ebenso bei Kodansha erscheint. Anders als beim vorherigen Werk richtet sich das Magazin an Jungen und die Geschichte ist eine Nacherzählung von Kung-Fu-Girl in einer alternativen, chinesisch inspirierten Fantasy-Welt. Die Serie erschien anschließend in fünf Sammelbänden, die auch in Amerika unter dem Titel Shaolin Sisters veröffentlicht wurden sowie in Frankreich als Lin 3.
Die Folgeserie Shin – Fuun San Shimai Toku-Lin (新・風雲三姉妹[特] Lin) wurde zunächst 2002 und 2003 von Kodansha in Japan in vier Bänden herausgegeben. Die Geschichte erzählt von der Wiedergeburt der Schwestern aus Fuun San Shimai in der modernen Welt. Sie erschien anschließend in den USA als Shaolin Sisters: Reborn.

### Light Novel
Am 9. Mai 2006 erschien eine Light Novel mit dem Titel Juline (2nd Ed).

## Rezeption
Die deutsche Zeitschrift AnimaniA nennt den Manga die „Geschichte eines Mädchens, das an Gerechtigkeit glaubt und bereit ist, dafür zu kämpfen“. Neben den körperlichen Kämpfen hat sie auch mit Sehnsüchten zu schaffen: der nach ihrem verreisten Vater und nach Ryokuha. Bei den Zeichnungen sei wenig Wert auf Hintergründe gelegt worden und die Bilder seien „beherrscht von großen Augen und großen Gefühlen, wehenden Haaren und fliegenden Bändern“. Stellenweise gleiche die „verwunschene Atmosphäre“ einem Traum, das Geheimnisvolle und das Unergründliche sei es, was den Manga neben „dem Kampfgeist seiner drei Heldinnen“ auszeichne. Jason Thompson ordnet die Szenerie des Mangas ein als halb antikes China, halb modernes Japan. Die melodramatische Geschichte habe einen Hauch Mystery, ähnlich wie die Horror-Serien von Kakinouchi. Für einen Shōjo-Manga biete die Serie eine ungewöhnlich große Zahl an Kampfszenen. Die Zeichnungen zeigten, besonders in den Actionszenen und -posen, Kakinouchis Erfahrung als Animatorin. Teils seien die Zeichnungen schlicht, aber der Lesefluss immer gut. Der Ableger sei, wohl weil er sich an Jungen richte, einfacher, geradliniger und mit mehr Fokus auf Action erzählt. Es würden mehr richtige Hintergründe statt vager Traumlandschaften gezeigt, jedoch seien die Kampfszenen schwach inszeniert. Die Fortsetzung sei nur noch eine gewöhnliche Actionserie. Mit dem Wechsel in die moderne Welt habe die Geschichte einen wesentlichen Reiz verloren.